# Niagara Falls International Airport

i7
i11
i13
Der Niagara Falls International Airport (IATA: IAG, ICAO: KIAG) ist ein internationaler Flughafen der Buffalo-Niagara-Region, im Bundesstaat New York, USA. Der Flughafen verfügt über drei aktive Start- und Landebahnen, die für die allgemeine Luftfahrt, militärische und kommerzielle Flüge genutzt werden. Die längste der drei Start- und Landebahnen misst 2996 Meter. 
Der Flughafen ist nicht zu verwechseln mit dem 25 Kilometer entfernten Buffalo Niagara International Airport.

## Lage und Verkehrsanbindung
Der Niagara Falls International Airport liegt neun Kilometer östlich des Stadtzentrums von Niagara Falls und 25 Kilometer nördlich des Stadtzentrums von Buffalo. Der südliche, zivil genutzte Bereich liegt am U.S. Highway 62 und an der New York State Route 182. Außerdem verläuft die Interstate 190 drei bis vier Kilometer westlich des Flughafens.
Der Niagara Falls International Airport wird durch Busse in den Öffentlichen Personennahverkehr eingebunden. Die NFTA-Metro Route 55 und der Niagara Falls Trolley fahren den Flughafen regelmäßig an.

## Geschichte
Der Niagara Falls International Airport wurde ursprünglich 1928 errichtet und als Niagara Falls Municipal Airport bezeichnet. 1935 wurde das erste Flughafenterminal errichtet. Später siedelte sich der Flugzeughersteller Bell Aircraft Corporation am Flughafen an. Im Zweiten Weltkrieg wurde der Flughafen von den United States Army Air Forces militärisch genutzt. Später wurde der militärische Teil des Flughafens in Niagara Falls Air Reserve Base umbenannt. 1959 wurde die Start- und Landebahn 10L/28R auf 9000 Fuß beziehungsweise 2743 Meter verlängert. 1965 wurde der Flughafen für internationale Flüge zugelassen. 1970 verkaufte die Stadt Niagara Falls den zivilen Teil des Flughafens an die Niagara Frontier Transportation Authority. 2003 wurde die Start- und Landebahn 10L/28R auf die heutige Länge erweitert, sechs Jahre später wurde ein neues Passagierterminal errichtet.

## Flughafenanlagen
Der Flughafen verfügt gegenwärtig über drei Start- und Landebahnen. Im Terminal mit einer Fläche von 12.000 m² befinden sich Einrichtungen für die Abfertigungen im nationalen und internationalen Linienflugverkehr sowie für Charter-Flüge.

## Fluggesellschaften und Ziele
Der Niagara Falls International Airport wird lediglich von den Billigfluggesellschaften Allegiant Air und Spirit Airlines genutzt. Allegiant Air fliegt nach Orlando-Sanford, Punta Gorda, Savannah und St. Petersburg, Spirit Airlines fliegt nach Fort Lauderdale und Myrtle Beach.

## Verkehrszahlen

### Verkehrsreichste Strecken
| Rang | Stadt                        | Passagiere | Fluggesellschaft |
| ---- | ---------------------------- | ---------- | ---------------- |
| 01   | Punta Gorda, Florida         | 29.630     | Allegiant        |
| 02   | Fort Lauderdale, Florida     | 28.480     | Spirit           |
| 03   | Myrtle Beach, South Carolina | 21.090     | Spirit           |
| 04   | St. Petersburg, Florida      | 20.560     | Allegiant        |
| 05   | Orlando, Florida             | 19.100     | Allegiant        |